# آبشار تاگبو
آبشار تاگبو (به لاتین: Tagbo Falls) یک آبشار در غنا است که در استان ولتا واقع شده‌است.